# MyMusic
MyMusic是台灣大哥大子公司台灣酷樂時代開發的線上音樂平台軟體，其產品名原為「ezPeer+」，主要提供線上串流音樂播放服務（Streaming）或有條件式的下載歌曲服務（Tethered Download）。合作的音樂商達200家，共有20多種音樂分類，收藏超過500萬首歌曲。2023年結束營運，與串流平台KKBOX整合。

## 歷史

### ezPeer
- 2000年6月，ezPeer成立，是P2P網路傳輸技術在台灣興起初期，最早成立的大型平台之一[1]，當時藉由ezPeer所提供的同名免費P2P專用軟體及檔案搜索平台，數以萬計的用戶間即可任意分享數位文件。
- 2005年，ezPeer開始積極研發線上數位音樂服務軟體及平台。2006年6月，ezPeer取得主要流行音樂業者之授權並改名為ezPeer+，開始提供合法線上數位音樂服務，開啟合法數位音樂的新時代。

### MyMusic
- 2011年8月，台灣大哥大透過台固媒體100%持有ezPeer+品牌所屬公司台灣酷樂時代之股權。
- 2012年6月，ezPeer+正式改名為myMusic。
- 2017年10月，myMusic再次更名為「MyMusic」。
- 2023年9月，台灣大哥大宣布MyMusic將與音樂串流平台KKBOX整合，年底前將協助MyMusic用戶轉移到KKBOX。[2]
- 2023年12月25日，MyMusic於23:59起終止服務正式結束營運。

## 外部連結
- 官方网站
- MyMusic的Facebook專頁